# Hald (Randers)
Hald is een plaats in de Deense regio Midden-Jutland, gemeente Randers, en telt 357 inwoners (2008).
- Virtual International Authority File: 122588016